# Villa Lugano
Villa Lugano es un barrio de la Ciudad Autónoma de Buenos Aires, Argentina. Integra, junto con Villa Soldati y Villa Riachuelo, la Comuna 8. Villa Lugano cuenta con una superficie de aproximadamente 9 kilómetros cuadrados, siendo el segundo barrio más grande de la ciudad después de Palermo.
El barrio de Villa Lugano se caracteriza por tener una gran cantidad de complejos habitacionales de vivienda social. Entre ellos se encuentra: Barrio General de División Manuel Nicolás Savio (popularmente conocido como Lugano 1 y 2), Barrio Cardenal Antonio Samoré, Barrio Juan José Castro, Barrio Cardenal Copello, Barrio Juan José Nágera, Barrio Padre Múgica y Barrio Comandante Luis Piedrabuena.

## Ubicación geográfica
El barrio de Villa Lugano se encuentra a 13 kilómetros del Congreso de la Nación y está comprendido por las calles Av. Eva Perón, Escalada, Av. Cnel. Roca, Lisandro de la Torre, Unanué y Av. General Paz. 
Limita con los barrios de Mataderos al norte, Parque Avellaneda y Villa Soldati al este y Villa Riachuelo al sur, y con las localidades de Villa Madero y La Tablada al oeste (ambas pertenecientes al partido bonaerense de La Matanza) .

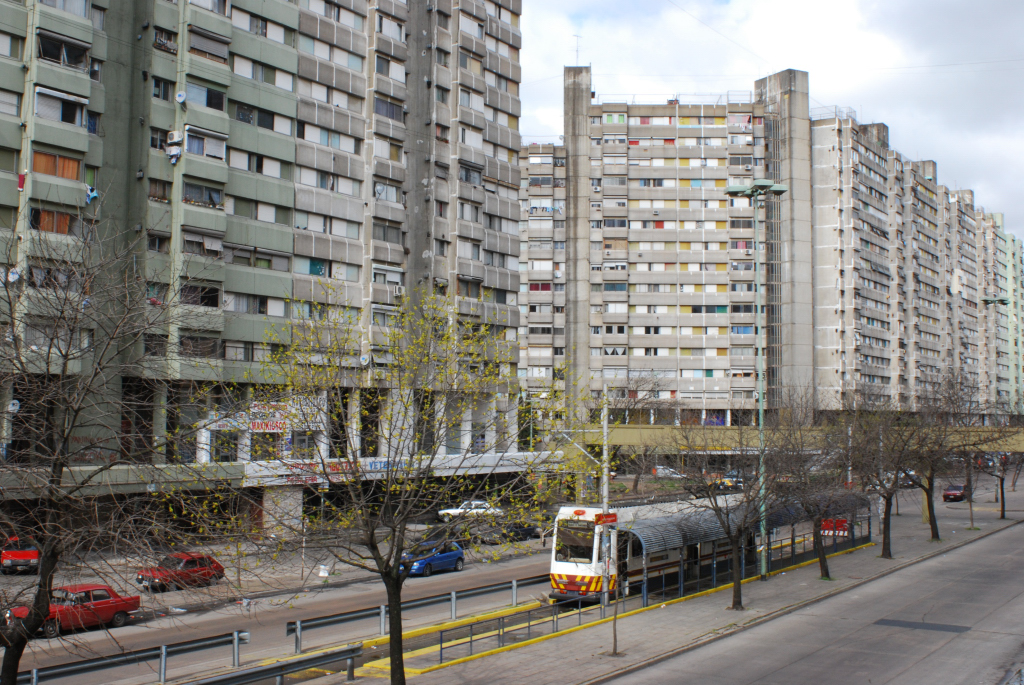
Premetro de Buenos Aires en el barrio de Villa Lugano.

## Historia

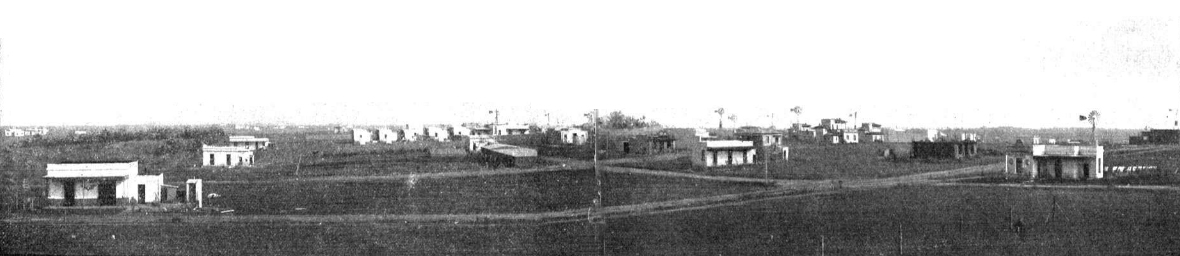
Panorama de Villa Lugano en 1910.

Villa Lugano, en el año 1900, no era sino grandes hectáreas de campo. Este barrio nace cuando el suizo José Ferdinando Francisco Soldati en 1908 decide fundar un pueblo en estas hectáreas. Debido a que Soldati procedía de Lugano, Suiza, y que las condiciones geográficas de elevaciones que hoy en día se pueden observar en las calles del barrio eran muy similares a las de su ciudad natal, decidió ponerle al barrio Villa Lugano.
El fundador había nacido el 30 de mayo de 1864 en Neggio, en el cantón del Tesino, Suiza, al que pertenece la ciudad de Lugano. Soldati adquirió una granja ubicada en las inmediaciones de las actuales calle Murguiondo y avenida Riestra, subdividió la tierra y fundó Villa Lugano el 18 de octubre de 1908. En 1912, vivían en Villa Lugano unas cuarenta familias. 
En 1909 se inauguró el edificio de la estación ferroviaria (Estación Villa Lugano) de la Compañía General de Ferrocarril de Buenos Aires, cuya construcción se realizó por cuenta de Soldati. El 23 de marzo de 1910 se fundó el Campo de Aviación de Lugano, el primer aeródromo del país, donde aprendió a volar, entre otros, Jorge Newbery. Próximo al aeródromo, el constructor francés Paul Castaibert fabricó los primeros aviones nacionales.
La National Lead Company, empresa de fundición de plomo, comenzó a operar en 1921, en el norte de Villa Lugano. Camea, empresa procesadora de aluminio, se instaló, a su vez, en 1934 en el barrio. Esta última empresa, llegó a ocupar a casi 5.000 operarios, trabajando en tres turnos. Pirelli y Arciel-Inta fueron otras fábricas que se asentaron en Villa Lugano.
En 1938 se empezó a construir en la zona un hospital modelo para tratar la tuberculosis, obra que quedó inconclusa tras el derrocamiento del segundo gobierno peronista. Este edificio, conocido como Elefante Blanco, se demolió en 2018.
La sociedad de fomento El Progreso inauguró en 1945, en su sede sobre la avenida Riestra, una sala de cine. En esta misma época, la cooperativa El Hogar Obrero, construyó el primer barrio para obreros: el Barrio Modelo Villa Lugano.
En 1962 se aprobó el Plan Regulador de la Ciudad de Buenos Aires, plan trascendental para la zona, ya que con una importante inversión estatal se buscó el saneamiento del entonces bañado de Flores, para transformarlo en areas recreativas y grandes conjuntos habitacionales: el Parque Almirante Brown.

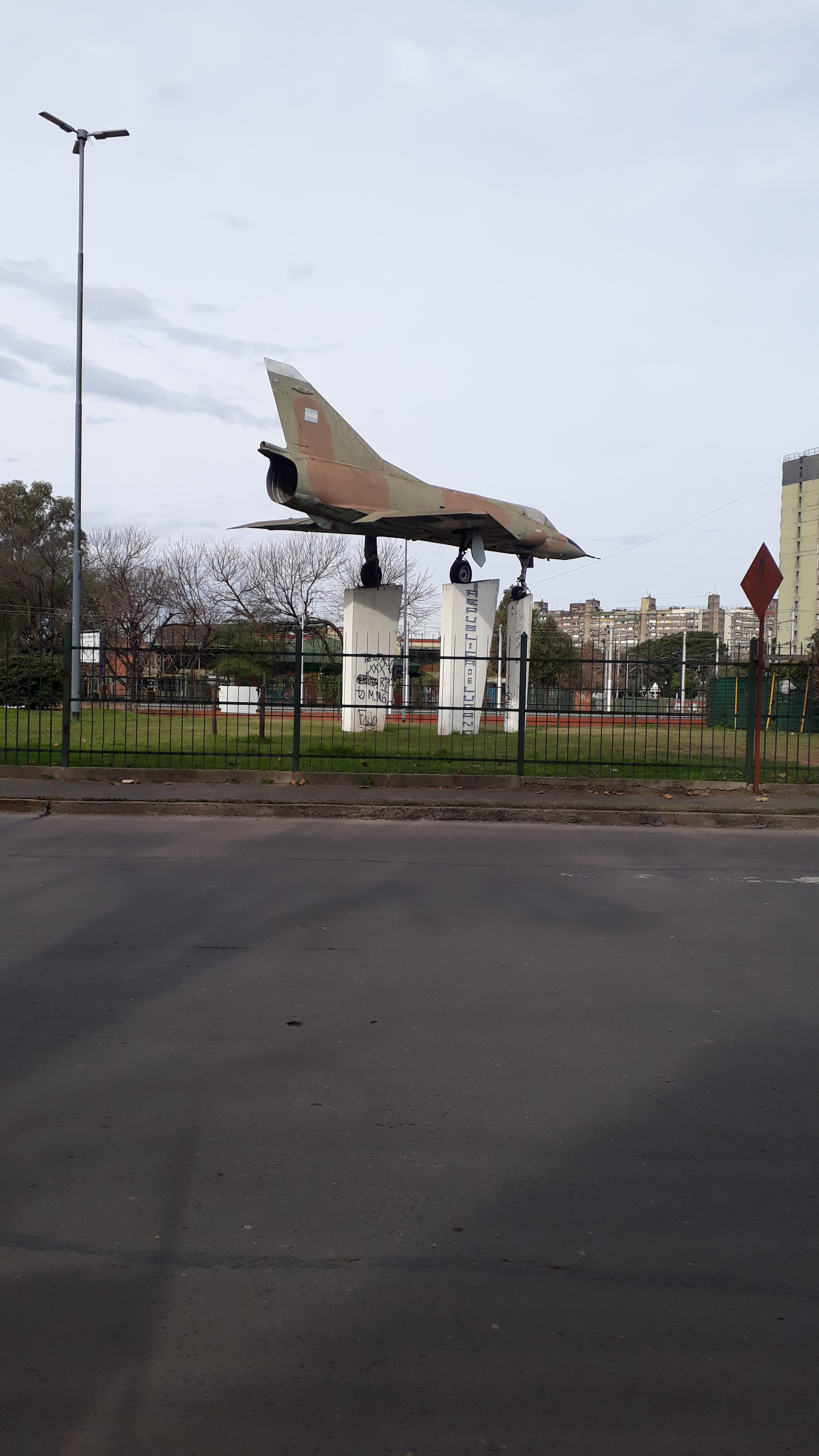
Avión Mirage, en la plazoleta Aeronáutica Argentina.

| |
| Busto de José Ferdinando Francisco Soldati, ubicado en la plaza Unidad Nacional, en Villa Lugano. Homenaje al fundador de Villa Lugano y Villa Soldati. |

|                                                                    |
| Réplica de avión Castaibert II, en Autopista Dellepiane y Guaminí. |

## Salud, educación y deportes
En 2015 la Universidad de Buenos Aires instaló una sede del Ciclo Básico Común en Avenida General Francisco Fernández de la Cruz 5430.

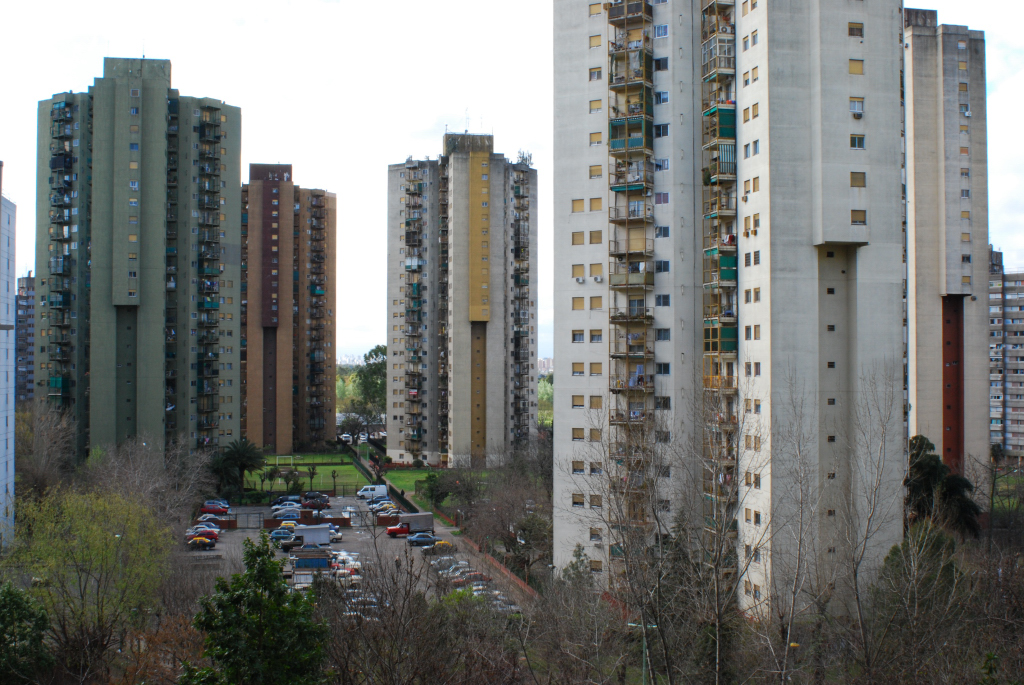
Edificios en Villa Lugano.

Actualmente cuenta con 17 escuelas públicas de nivel primario, pertenecientes al Distrito Escolar 21. 
Los clubes Yupanqui y Lugano son dos equipos directamente afiliados a la AFA que poseen su sede deportiva en Villa Lugano, aunque ninguno de ellos posee un estadio construido en el barrio.

## Complejos habitacionales

### Piedrabuena

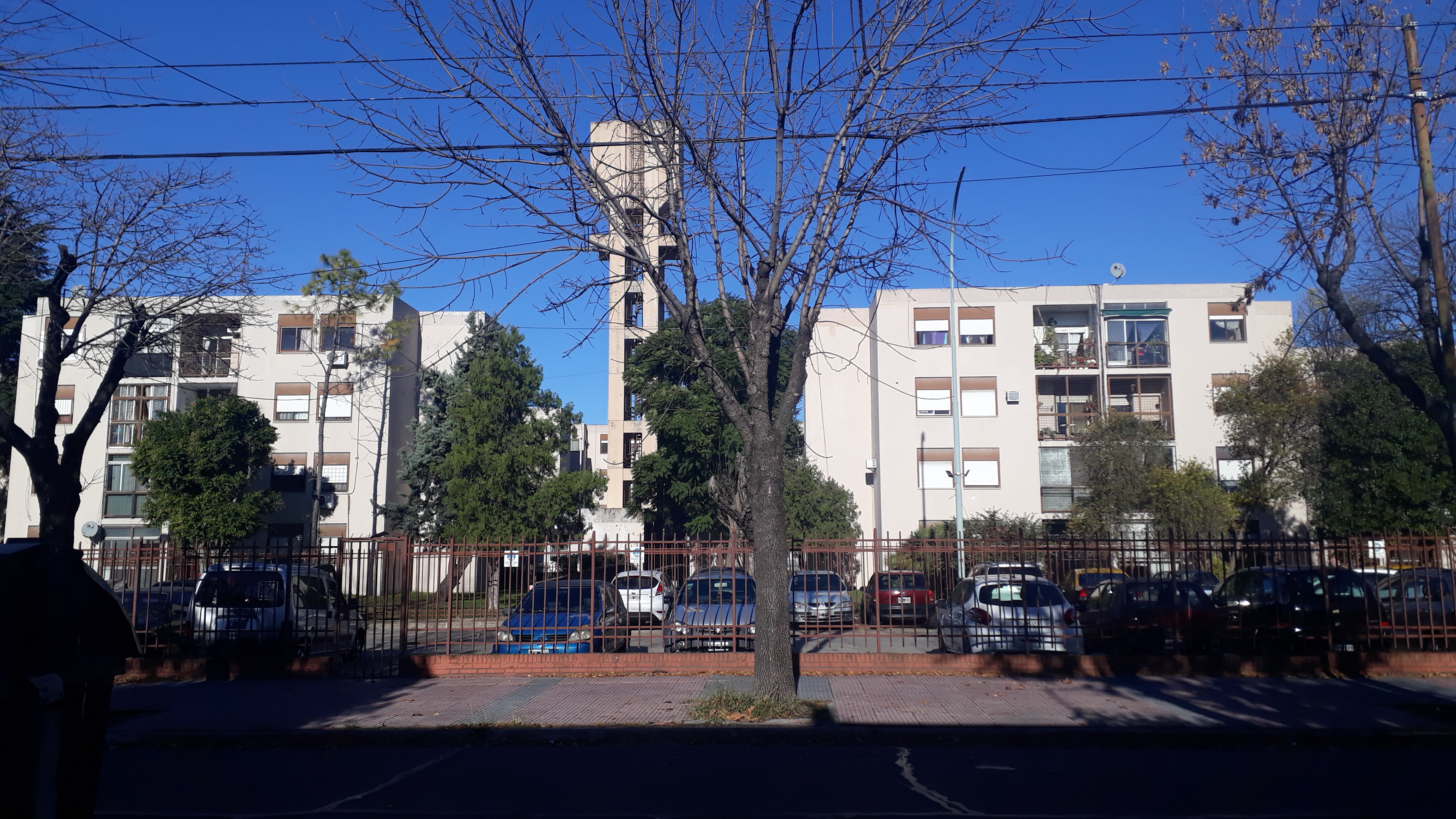
Barrio Ingeniero Mascías, sobre Chilavert.

En 1969 comenzó la construcción del complejo Luis Piedrabuena, el cual ocupa 144.000 m² y cuenta con 164 000 m² de superficie cubierta, una serie de 3 tiras de edificios altos de 12 pisos, interconectadas por puentes peatonales, y otra serie de 7 conjuntos de edificios que suman 2100 unidades de vivienda.

### Lugano I - II
Es un complejo habitacional ubicado en el barrio, entre las Av. Larrazabal, Av.Roca, Av. Cafayate y Av. Cruz, también conocido como Barrio General de División Manuel Nicolás Savio. Fue un proyecto que constó de tres etapas, se comenzó a construir en 1970 y se terminó la tercera etapa en el año 1985.

### Juan José Castro
Originalmente, se diseñó como sector A, en el marco del proyecto de urbanización del Parque Almirante Brown. Se compone de cuatro monoblocks en un predio rectangular. 

### Copello
Originalmente, se diseñó como sector B, en el marco del proyecto de urbanización del Parque Almirante Brown. Se inauguró en 1984, sobre la autopista Dellepiane.

### Samoré
Originalmente, se diseñó como sector E, en el marco del proyecto de urbanización del Parque Almirante Brown. Se inauguró en 1989, sobre la autopista Dellepiane.

### Barrio Ingeniero Mascías
Es un conjunto urbano de edificios de cuatro plantas, que abarca unas 392 viviendas.

### Barrio Inta
Surgió como una villa de emergencia (Villa 19) en las inmediaciones de la fábrica textil INTA. A partir de 1993, distintos planes de intervención estatal se implementaron para la urbanización del barrio.

### Barrio Papa Francisco
Localizado en avenida Escalada y avenida Fernández de la Cruz, su construcción está a cargo del Instituto de Vivienda de la Ciudad (IVC). Forma parte del Proyecto de Reurbanización de Villa 20 (PRIRU).Tiene todavía varios sectores en construcción.

### Barrio Carlos Mugica
Fue proyectado e iniciado en el marco de la Misión Sueños Compartidos y financiado por el Ministerio de Planificación Federal, en 2007. Las primeras viviendas se entregaron en 2010. Luego su construcción pasó a cargo del Instituto de Vivienda de la Ciudad, en 2011. Está ubicado sobre la avenida Castañares y la colectora de la avenida General Paz.